# Concile d'Attigny
Le 1er Concile d'Attigny a été convoqué en 765 par Pépin le Bref (assemblée générale de la Nation franque qui fut continuée d'un concile synodal). 

## Présentation
Le décret de ce Concile « pro causa religionis et salute animarum » fut signé par vingt-sept évêques (dont les évêques Rémi de Rouen, Jacob de Toul, Chrodegang de Metz, Magdalvé de Verdun, Fulcharius de Tongres (Liège), Maurinus d'Évreux, Willicaire de Vienne) et dix-sept abbés (comme l'abbé Godobert de Rebais). Il concerne une sorte d'alliance en cas de mort. Chacun des évêques et des abbés qui signèrent ce document s'engageait, au décès d'un des membres de l'alliance, à chanter cent psaumes, les prêtres devant célébrer cent messes. Chacun des évêques devait lui-même célébrer trente messes et s'il en était empêché par la maladie, etc., il devait confier à un autre évêque le soin de les célébrer. De même, les abbés qui n'étaient pas évêques devaient charger un évêque de dire ces trente messes. Enfin les moines prêtres devaient célébrer cent messes et les moines non revêtus de la prêtrise devaient chanter cent psaumes.
Le second Concile d'Attigny fut tenu en 822.